# Rauchstraße
Als Rauchstraße wird in der Medizin der Weg des Tabakrauchs im menschlichen Körper nach der Aufnahme über den Mund bezeichnet.
Hierzu gehören die Lippen, die Mundhöhle einschließlich des Gaumens und der Zunge, der Rachen, der Kehlkopf, die Luftröhre sowie das Bronchialsystem einschließlich der Alveolen in der Lunge. Teilweise wird aufgrund der unterschiedlichen Verweildauer des Tabakrauchs unterschieden zwischen der oberen Rauchstraße von den Lippen bis zum Kehlkopf und der unteren Rauchstraße vom Beginn der Luftröhre bis in die Lunge. Darüber hinaus werden, beispielsweise aufgrund des Verschluckens von in Speichel gelösten Bestandteilen des Tabakrauchs, zum Teil auch die Speiseröhre und der Magen zur Rauchstraße gezählt, die dann gelegentlich auch als Schluck-Rauchstraße oder Schluck- und Rauchstraße bezeichnet wird.
Geprägt wurde die Bezeichnung Rauchstraße in den 1930er Jahren durch den deutschen Internisten Fritz Lickint, der sich langjährig mit den Gesundheitsrisiken des Tabakrauchens beschäftigte und unter anderem bei Rauchern eine Häufung von Krebserkrankungen bei allen Organen entlang der Rauchstraße beschrieb.